# Отто Генрих Кранцбюлер
Отто Генрих Кранцбюлер (нем. Otto Heinrich Kranzbühler, 8 июля 1907 — 9 августа 2004) — юрист специализировавшийся в военно-морском праве, выступал на стороне защиты Карла Дёница на Нюрнбергском процессе.

## Молодость и образование
Генрих был младшим сыном немецкого капитан-лейтенанта Генри Кранцбюлера (1871—1946). У него было две сестры: Кэролайн (1898—1969) и Элизабет (1904—1981) и один брат: Гельмут (1901—1978). Кранцбюлер окончил среднюю школу в 1925 году. После окончания средней школы Кранцбюлер изучал право во Фрайбурге, Бонне, Женеве и Киле, сдал экзамен по немецкому праву в 1928 году. Во время учёбы в области права Кранцбюлер сильно заинтересовался водным спортом, что, возможно, пробудило его более поздний интерес к военно-морскому праву.

## Карьера юриста
1 января 1934 года Кранцбюлер добровольно поступил на службу в рейхсмарине. После участия в гражданской войне в Испании в 1937 году он был переведён в Верховное командование военно-морского флота в Берлине в качестве консультанта. В том же году его отправили в Берлин в качестве юрконсульта главного военно-морского командования. В 1943 году он был отправлен во Францию и назначен судьёй-адвокатом военно-морского флота. После отставки он работал с сентября по декабрь 1944 года главным морским судьёй Норт в Вильгельмсхафене.
В апреле 1945 года Кранцбюлер был арестован Союзниками, однако спустя 4 недели его освободили.

## Нюрнбергский процесс
Генрих хорошо разбирался в англо-саксонских судебных процедурах и отлично владел техникой перекрёстного допроса, помимо этого был лично знаком с Карлом Дёницом, поэтому последний выбрал Генриха в качестве своего адвоката на Нюрнбергском процессе.
Клиенту Кранцбюлера, Дёницу были предъявлены обвинения по пунктам 1, 2 и 3, а именно в заговоре против мира во всём мире, планировании, подстрекательстве и ведении агрессивной войны, а также в преступлениях и нарушениях законов войны. Обвинение 3 было сосредоточено на том, что Дёниц признал «потопление вражеских торговых судов без предупреждения», что нарушило Лондонский протокол о подводных лодках 1936 года, поскольку, согласно соглашению, торговые суда сначала должны были быть захвачены, а экипаж корабля доставлен в безопасное место в своих спасательных шлюпках.
Сторона защиты утверждала, что торговые суда, которые могут использоваться в военных целях в качестве сопровождения эсминцев, или те, которые сами были оснащены военно-морским оружием, не могут быть торговыми судами по смыслу Лондонской конвенции. По его просьбе Международный военный трибунал принял представленную анкету, предназначенную для определения того, как ВМС США справляются с такими случаями, и направил её генерал-адмиралу Нимицу для ответа. Нимиц откровенно ответил, что американский флот понимает под «торговыми судами» только те, которые не являются боевыми кораблями, что их собственные подводные лодки также без предупреждения торпедируют вражеские торговые суда, которые не являются госпитальными кораблями, и что спасение людей, терпящих бедствие в море имело бы место только в том случае, если бы можно было исключить опасность для экипажа подводной лодки.
Этим ответом обвинение в «потоплении вражеских торговых кораблей без предупреждения» было практически снято, и неминуемый смертный приговор для Дёница был предотвращён. Однако за нападения на нейтральные корабли был вынесен обвинительный приговор по обвинению в «преступлениях и нарушениях законов войны». Кранцбюлер добился оправдания и в общей сложности десяти лет тюремного заключения для своего клиента.
В последующих судебных процессах Кранцбюлер защищал своего главного доверителя Одило Буркарта в судебном процессе против компании Фридриха Фликса. Он также защищал Альфрида Круппа фон Болена и Хальбаха. На процессе по делу IG Farben он защищал председателя правления Германа Шмитца.

## Послевоенная жизнь
После войны и Нюрнбергского процесса Кранцбюлер остался юристом и работал в юридической фирме. Он оставался связанным с производителем вооружений Rheinmetall: с 1956 года он был членом наблюдательного совета Rheinmetall Berlin AG и Rheinmetall GmbH. Кроме того, в 1956 году Кранцбюлер стал председателем наблюдательного совета акционерного общества Wasag-Chemie в Эссене.
Кранцбюлер координировал усилия по защите немецкой промышленности от судебных исков бывших подневольных рабочих в пользу Круппа в 1950-х годах. Он инициировал (безуспешную) кампанию лоббирования по изменению раздела 8 (2) BEG таким образом, чтобы исключить претензии бывших подневольных рабочих к немецким промышленным компаниям.
Кранцбюлер принимал участие в ежеквартальных собраниях Гейдельбергской группы юристов, которая координировала пересмотр приговоров по военным преступлениям союзников и процессам над нацистами. 25 января 1952 года Кранцбюлер возглавил делегацию Гейдельбергской группы юристов, которая передала свои требования о «решении вопроса о военных преступлениях» Конраду Аденауэру.
В 1969/70 году Кранцбюлер представлял бывшего лейтенанта фрайкора, Германа Сушона в его иске в окружном суде Штутгарта против Süddeutscher Rundfunk. В январе 1969 года радиостанция показала документальный фильм об убийстве Розы Люксембург и Карла Либкнехта, в котором Сушон был идентифицирован как стрелок Розы Люксембург. Суд обязал вещательную компанию отказаться от обвинения в том, что Сушон был преступником.
Отто Кранцбюлер скончался 9 августа 2004 года.